# Philip D. Gingerich
Philip D. Gingerich é um professor de Paleontologia, Ciências da Geologia, Biologia e Antropologia, e director do Museu de Paleontologia da Universidade do Michigan. A área de pesquisa é a paleontologia de vertebrados, em especial a transição Paleoceno-Eoceno e os mamíferos primitivos do Cenozóico.  A sua pesquisa foca-se fundamentalmente na origem das modernas ordens de mamíferos, e é um perito de vanguarda na evolução dos primatas e baleias.

## Formação
Gingerich uecebeu um A.B. da Universidade de Princeton em 1968, um M.Phil. da Universidade de Yale in 1972, e um Ph.D., também de Yale, em 1974.  Todos os seus graus universitários são na área da geologia.

## Pesquisa
- Taxas de evolução.[3][4]
- Paleocene-Eocene Thermal Maximum.[4][5][6]
- Origem e evolução primitiva das baleias (cetáceos).[7][8][9]
- Origem e evolução primitiva dos primatas.[10][11]